# Jan Fojcik
Jan Fojcik (ur. 4 maja 1888 w Obrokach, osadzie w Załężu, zm. 23 grudnia 1975 w Chorzowie) – działacz społeczny, publicysta, redaktor „Śpiewaka Śląskiego”.

## Życiorys
Urodził się w rodzinie robotniczej, ukończył szkołę elementarną. Miał zostać ślusarzem, ale całe życie poświęcił śpiewactwu i społecznemu ruchowi muzycznemu na Śląsku. Rozpoczynał w chórze „Jedność” w Bytomiu. Przez 45 lat (z przerwą wymuszona wybuchem II wojny światowej) działał w Związku Śląskich Kół Śpiewaczych, jako skarbnik, a następnie sekretarz. Współorganizował coroczne zlotów chórów polskich na Zadolu (obecnie Katowice Ligota).
W 1920 roku był współzałożycielem miesięcznika literacko - muzycznego „Śpiewak Śląski”, przez cztery lata (1922–1926) był jego redaktorem naczelnym, a przez cały okres istnienia kimś w rodzaju dyrektora administracyjnego. Publikował na jego łamach recenzje oraz artykuły muzykologiczne, a także publikacje z dziejów śpiewactwa polskiego na Śląsku. Autor kilkuset publikacji, w tym zwłaszcza zbioru źródeł monograficznych „Materiały z dziejów ruchu społecznego śpiewaczego na Śląsku” (1961).
Założył Archiwum Ruchu Śpiewaczego na Górnym Śląsku oraz Składnicę Nut w Katowicach. Od 1929 był sekretarzem ds. technicznych Śląskiej Biblioteki Muzycznej. Działał na rzecz zjednoczenia polskich związków śpiewaczych, wszedł w skład Rady Naczelnej Zjednoczenia Polskich Zespołów Śpiewaczych i Muzycznych w Warszawie.
Zmarł 23 grudnia 1975 w Chorzowie, zgodnie z życzeniem Polskiego Związku Chórów i Orkiestr pochowano go w Katowicach, na Cmentarzu przy ul. Francuskiej.

## Ordery i odznaczenia
- Krzyż Kawalerski Orderu Odrodzenia Polski
- Srebrny Krzyż Zasługi (11 listopada 1936)[1]
- Odznaka „Zasłużony Działacz Kultury”
- liczne honorowe odznaki Polskiego Związku Chórów i Orkiestr

## Publikacje
m.in.:
- „Rozwój Związku Śląskich Kół Śpiewaczych w latach 1945–1960” (1960)
- „Materiały z dziejów ruchu społecznego śpiewaczego na Śląsku” (1961)
- „Śląski ruch śpiewaczy 1945–1947” (1983)
- „Monografia „Śpiewaka”, miesięcznika literacko-muzycznego 1920–1948” (1985)